# Sonic the Hedgehog (pel·lícula)
Sonic the Hedgehog és una pel·lícula de comèdia, acció i aventura nord-americana-japonesa de l'any 2020 basada en la franquícia de videojocs del mateix nom publicada per Sega. La cinta va ser dirigida per Jeff Fowler (en el seu debut com a director) amb un guió de Pat Casey i Josh Miller, i és protagonitzada per Ben Schwartz com la veu de Sonic i Jim Carrey com el Doctor Robotnik, acompanyats per James Marsden, Tika Sumpter, Natasha Rothwell, Adam Pally i Neal McDonough. Ha estat subtitulada al català.
Sonic es va estrenar als Estats Units el 14 de febrer de 2020. Va rebre ressenyes mixtes dels crítics, amb elogis per les actuacions de l'elenc (especialment de Carrey), el disseny de Sonic, els efectes visuals i la fidelitat al material d'origen, però amb crítiques negatives pel seu argument mancat i manca d'originalitat percebuda.

## Producció
Sony Pictures Entertainment va adquirir els drets de la distribució de la pel·lícula basada en el personatge de Sonic el 2013. El 10 de juny de 2014, una pel·lícula animada d'acció en viu com una empresa conjunta entre Columbia Pictures de Sony Pictures i Marza Animation Planet, amb una subsidiària amb seu al Japó de Sega Sammy Holdings que havia produït escenes CGI per a diversos jocs de Sonic. Seria produït per Neal H. Moritz per la seva productora Original Film, juntament amb Takeshi Ito, Mie Onishi i Toru Nakahara, i escrita per Evan Susser i Van Robichaux. Al febrer de 2016, el CEO de Sega, Hajime Satomi, va dir que la pel·lícula estava programada per a 2018. Tim Miller i Jeff Fowler de Blur Studio van ser contractats el 2016 per desenvolupar el film; Fowler faria el seu debut com a director de llargmetratges i Miller s'exerciria com a productor executiu. Blur Studio va produir prèviament escenes per als jocs Shadow the Hedgehog (2005), per als quals Fowler va dirigir escenes, i Sonic the Hedgehog (2006). Patrick Casey, Josh Miller i Oren Uziel van escriure el guió, mentre que Casey i Miller van escriure la història.

### Disseny
Els efectes visuals són proporcionats per Moving Picture Company (MPC), Marça Animation Planet, Blur Studio, Trixter i Digital Domain. L'equip de producció va crear una versió realista de Sonic usant animació per ordinador, agregant pells, noves sabatilles per córrer, dos ulls separats i un físic més humà. L'equip es va inspirar en Ted, l'ós de peluix de les pel·lícules Ted com a referència, per inserir un personatge creat per ordinador al món real. El productor executiu Tim Miller va dir: "Seria estrany i se sentiria com si estigués corrent nu si fos una mena de llúdria. Sempre va ser, per a nosaltres, pells, i mai considerem res diferent. És part del que l'integra al món real i ho converteix en una criatura real". Segons Miller, SEGA no estava "completament feliç" amb el disseny dels ulls de Sonic.
El 2 de maig de 2019, en resposta a les crítiques, Fowler va anunciar a Twitter que Sonic seria redissenyat. Com a resultat, la pel·lícula es va endarrerir des de la data d'estrena original del 8 de novembre de 2019 al 14 de febrer de 2020. L'artista Tyson Hesse, que va treballar en treballs anteriors de Sonic the Hedgehog, va ser contractat per liderar el redisseny. A Sonic se li van donar ulls més grans i de diferents colors, sabatilles noves, guants blancs i un cos menys humà per assemblar-se millor al disseny dels videojocs de Sonic. Sonic va ser redissenyat per Marza Animation Planet. El redisseny va afegir un estimat de 5 milions de dòlars al pressupost de producció, va prendre al voltant de cinc mesos, i es va aconseguir sense hores extres.